# Natalja Donczenko
Natalja Siergiejewna Donczenko (ros. Наталья Сергеевна Донченко, ur. 25 sierpnia 1932 w Moskwie, zm. 11 lipca 2022 w Niżnym Nowogrodzie) – rosyjska łyżwiarka szybka reprezentująca ZSRR, srebrna medalistka olimpijska.

## Kariera
Największy sukces w karierze Natalja Donczenko osiągnęła w 1960 roku, kiedy zdobyła srebrny medal w biegu na 500 m podczas igrzysk olimpijskich w Squaw Valley. W zawodach tych wyprzedziła ją Helga Haase z NRD, a trzecie miejsce zajęła Amerykanka Jeanne Ashworth. Została tym samym pierwszą w historii radziecką panczenistką, która zdobyła medal olimpijski. Był to jednak jej jedyny start olimpijski. Nigdy nie zdobyła medalu mistrzostw świata, jej najlepszym wynikiem było czwarte miejsce wywalczone podczas wielobojowych mistrzostw świata w Östersund w 1960 roku. W walce o podium lepsza okazała się jej rodaczka Lidija Skoblikowa. Trzykrotnie zdobywała medale mistrzostw ZSRR na dystansie 500 m: złoty w 1952 roku, srebrny w 1956 roku brązowy w 1960 roku.